# تالي شالوم عيزر
تالي شالوم عيزر (بالعبرية: טלי שלום עזר‏)(ولدت في 1978) هي صانعة أفلام وكاتبة سيناريو ومخرجة إسرائيلي. اشتهرت بفيلمها الروائي الطويل الأول "الأميرة" Princess  في عام 2014، والذي عرض لأول مرة في مهرجان صندانس السينمائي لعام 2015 كجزء من مسابقة الأفلام الدرامية العالمية. 

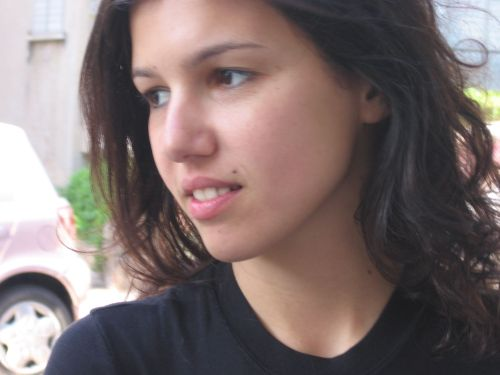
شالوم عيزر في عام 2006

## حياتها
ولدت ونشأت في كفار سابا في إسرائيل، لأم مهاجرة من أصل يهودي أشكنازي (رومانيا)، وأب مهاجر من أصل يهودي عراقي.
خلال سنوات دراستها في فرقة مسرحية محلية. أثناء خدمتها العسكرية في الجيش الإسرائيلي، تدربت وعملت كمقيّمة نفسية في الجيش الإسرائيلي، حيث أجرت اختبارات نفسية على الشباب الإسرائيليين الذين يستعدون للتجنيد.
كان اهتمامها المستمر بعلم النفس متأثرًا إلى حد كبير بوالدتها، التي عملت ممرضة نفسية، وركزت على استخدام الدراما النفسية مع مرضاها. تتمتع جميع أفلامها ببعد نفسي، وترى أن هناك علاقة قوية بين السينما وعلم النفس.
حصلت على بعض التدريب الأولي في التمثيل في مدرسة بيت تسفي للفنون المسرحية، ولكنها سرعان ما قررت تحويل تركيزها إلى الإخراج. أكملت دراستها في جامعة تل أبيب، أولاً في الدراسات المسرحية (الإخراج)، ثم في السينما من خلال قسم السينما والتلفزيون. خلال فترة دراستها، حصلت على منحة دراسية لمدة ثلاث سنوات من مؤسسة أمريكا - إسرائيل الثقافية لدراستها في السينما.

## حياتها المهنية
قبل عملها كمخرجة أفلام، عملت كمساعدة مخرج مسرحي وكمساعدة مدير اختيار الممثلين. كما عملت أيضًا كمديرة إنتاج ومنتجة لبعض المسرحيات الهامشية والمهرجانات المسرحية.
كانت أحد قضاة المسابقة الرسمية في مهرجان القدس السينمائي، ومهرجان الطلاب السينمائي الدولي في  تل أبيب، وعملت محاضرًا في العديد من المهرجانات السينمائية الإسرائيلية الكبرى وصناديق الأفلام الإسرائيلية.
تقوم حاليًا بالتدريس في قسم السينما والتلفزيون في جامعة تل أبيب، حيث يركز على العمل مع الممثلين. تعيش مع شريكتها ليبي تيشلر في تل أبيب. 

## الجوائز والترشيحات
- أفضل فيلم روائي طويل، مهرجان القدس السينمائي، 2014 – الأميرة
- جائزة هايلايت بيتش Highlight Pitch، سوق مشاريع المواهب في مهرجان برلين السينمائي الدولي، 2009
- مسابقة سيناريو آدم فلينت – الأميرة
- أفضل فيلم روائي طويل، مهرجان السينما النسائية الدولي في رحوفوت، 2009 – عن فيلم Surrogate
- جائزة خاصة في مهرجان فيمينا FEMINA الدولي لأفلام المرأة – عن فيلمSurrogate
- الجائزة الثانية لأفضل فيلم وثائقي طلابي، دوكافيف، 2005 – صيف في أباربانيل
- منحة مؤسسة الثقافة الأمريكية الإسرائيلية، 2005، 2006، 2007

## روابط خارجية
- تالي شالوم عيزر في قاعدة بيانات الأفلام على الإنترنت